# Tipnaree Weerawatnodom
Tipnaree Weerawatnodom (ทิพนารี วีรวัฒโนดม; nascida em 1 de julho de 1996), também conhecida como Namtan (Sugar) (น้ำตาล), é uma atriz e apresentadora tailandesa. Ela é conhecida por seus papéis principais como Boom em Friend Zone (2018) e Friend Zone 2: Dangerous Area (2020), e como Meen e Mind em Who Are You (2020). Ela também é conhecida por seus papéis sáficos como Ai-oon e Oaboom em Pluto (2024).

## Início da vida e educação
Nascida na Província de Phra Nakhon Si Ayutthaya, Tailândia, como Narumon Weerawatnodom (นฤมล วีรวัฒโนดม), ela concluiu o ensino médio na Chomsurang Upatham School. Em 2018, ela se formou como bacharel em belas artes, com especialização em atuação e direção pela Faculdade de Belas Artes da Universidade Srinakharinwirot.

## Carreira
Tipnaree começou na indústria do entretenimento em 2013 como membro regular do Strawberry Krubcake, que ela co-apresentou com futuros colegas artistas da GMMTV Vachirawit Chivaaree (Bright) e Pronpiphat Pattanasettanon (Plustor). Ela passou a desempenhar papéis principais e coadjuvantes em várias séries de televisão, como U-Prince Series (2016–2017), Slam Dance (2017), My Dear Loser (2017), Friend Zone (2018) e Love Beyond Frontier (2019).
Em 2020, ela desempenhou papéis duplos como as gêmeas Meen e Mind em Who Are You, e foi muito elogiada por sua atuação. Ela também reprisou seu papel como Boom em Friend Zone 2: Dangerous Area e desempenhou o papel de Pon em Romantic Blue: The Series. Mais tarde, ela passou a desempenhar vários papéis em várias séries de televisão.
Em 2022, ela recebeu uma recepção calorosa por estrelar a série de comédia romântica My Dear Donovan (2022), ao lado de Luke Ishikawa Plowden.
Ela também ganhou maior reconhecimento e recebeu elogios da crítica por interpretar gêmeas sáficas na série de televisão tailandesa de girls' love Pluto (2024), ao lado de Rachanun Mahawan (Film).

## Vida pessoal
Tipnaree é a irmã mais nova do jogador de futebol profissional Narubadin Weerawatnodom.

## Filmografia

### Séries de televisão
| Ano  | Título                                 | Personagem               | Notas                  |
| ---- | -------------------------------------- | ------------------------ | ---------------------- |
| 2013 | The Beginning                          | Tan                      | Papel principal        |
| 2016 | U-Prince Series: Lovely Geologist      | Bell                     | Papel recorrente       |
| 2016 | Little Big Dream                       | Mo                       | Papel recorrente       |
| 2016 | U-Prince Series: Foxy Pilot            | Bell                     | Papel convidado        |
| 2017 | U-Prince Series: Playful Comm-Arts     | Bell                     | Papel convidado        |
| 2017 | Senior Secret Love: Puppy Honey 2      | Amiga                    | Papel recorrente       |
| 2017 | U-Prince Series: Crazy Artist          | Bell                     | Papel recorrente       |
| 2017 | U-Prince Series: Badly Politics        | Bell                     | Papel recorrente       |
| 2017 | Slam Dance                             | Woon                     | Papel recorrente       |
| 2017 | U-Prince Series: Ambitious Boss        | Bell                     | Papel recorrente       |
| 2017 | My Dear Loser: Edge of 17              | On                       | Papel convidado        |
| 2017 | Love Songs Love Series: Oh             | Fon                      | Papel principal        |
| 2017 | My Dear Loser: Monster Romance         | On                       | Papel recorrente       |
| 2017 | My Dear Loser: Happy Ever After        | On                       | Papel convidado        |
| 2018 | Wake Up Ladies: The Series             | Tata                     | Papel principal        |
| 2018 | Friend Zone                            | Boom                     | Papel principal        |
| 2019 | Wolf                                   | Pin                      | Papel convidado        |
| 2019 | Love Beyond Frontier                   | Pat                      | Papel principal        |
| 2019 | A Gift For Whom You Hate               | Bell                     | Papel principal        |
| 2020 | Who Are You                            | Meen / Mind              | Papel principal        |
| 2020 | The Gifted: Graduation                 | Nate (jovem)             | Papel convidado        |
| 2020 | Friend Zone 2: Dangerous Area          | Boom                     | Papel principal        |
| 2020 | Wake Up Ladies: Very Complicated       | Tata                     | Papel principal        |
| 2020 | Romantic Blue: The Series              | Pon                      | Papel principal        |
| 2021 | The Player                             | Giwi                     | Papel principal        |
| 2022 | Drag, I Love You                       | Paranee                  | Papel recorrente       |
| 2022 | Mongkut Karma                          | Ning                     | Papel recorrente       |
| 2022 | My Dear Donovan                        | Pam                      | Papel principal        |
| 2022 | Good Old Days: Story 3: Road to Regret | Kai                      | Papel principal        |
| 2022 | Vice Versa                             | Paeng Piyada             | Papel recorrente       |
| 2022 | The Warp Effect                        |                          | Papel recorrente       |
| 2023 | Midnight Museum                        | June                     | Papel recorrente       |
| 2023 | UMG                                    | Fahsai                   | Papel principal        |
| 2023 | Enigma                                 | Anya                     | Papel convidado (Ep 4) |
| 2023 | Last Twilight                          | Porjai                   | Papel recorrente       |
| 2024 | Ploy's Yearbook                        | Ploypang                 | Papel principal        |
| 2024 | Law-less                               | Phraochanok              | Papel principal        |
| 2024 | Pluto                                  | Ai-oon / Oaboom Ingsamug | Papel principal        |
| TBA  | Enigma 2                               | Anya                     | Papel recorrente       |
| TBA  | Girl Rules                             | Prim                     | Papel principal        |

### Programas de televisão
| Ano       | Título                                       | Canal            | Notas                                 |
| --------- | -------------------------------------------- | ---------------- | ------------------------------------- |
| 2013–2015 | Strawberry Krubcake                          | Channel 3        |                                       |
| 2017–2019 | #TEAMGIRL                                    | GMM 25           |                                       |
| 2018      | ก็กูทําไม่เป็น                                    | Line TV          | Ep 7                                  |
| 2019      | School Rangers                               | GMM 25           | Ep 63–64, 97–101                      |
| 2019      | Tred Tray Fest with Tay Tawan                | GMMTV            | Ep 11                                 |
| 2020      | School Rangers                               | GMM 25           | Ep 118–119, 131–132, 141–142, 149–150 |
| 2020      | Talk with Toey                               | GMM 25           | Ep 19, 47                             |
| 2020      | Arm Share                                    | GMMTV            | Ep 50, 52                             |
| 2020      | Brand's Summer Camp                          | GMMTV            |                                       |
| 2021      | School Rangers                               | GMM 25           | Ep 155–156                            |
| 2021      | กระหายเล่า Krahai Lao                         | GMMTV            | Ep 2, 17                              |
| 2021      | Arm Share                                    | GMMTV            | Ep 65, 67                             |
| 2021      | Isuzu Max Challenge                          | GMMTV            | Ep 3–4                                |
| 2022      | School Rangers                               | GMM 25           | Ep 216–217, 231–232, 261              |
| 2022      | Arm Share                                    | GMMTV            | Ep 99–100, 111–114                    |
| 2022      | รุ่นนี้ต้องรอด Young Survivors                    | GMMTV            | Ep 5                                  |
| 2022      | Talk with Toeys                              | GMM 25           | Ep 70                                 |
| 2023      | Project Alpha Special                        | GMM 25           |                                       |
| 2023      | Arm Share                                    | GMMTV            | Ep 116, 126–141                       |
| 2023      | Project Alpha                                | GMM 25           | Ep 7                                  |
| 2023      | Once Upon a Time with Tay Tawan by Lactasoy  | GMMTV            | Ep 6                                  |
| 2023      | School Rangers                               | GMM 25           | Ep 261, 265–266, 294–295              |
| 2023      | LANEIGE Let It Glow ซีนป่วนก๊วนผิวปัง             | LANEIGE Thailand |                                       |
| 2023      | A Free Meal Chance – May Pepsi Treat You?    | GMMTV            | Ep 4                                  |
| 2023      | LANEIGE Let It Go ทริปป่วน ก๊วนผิวปัง             | GMMTV            |                                       |
| 2023      | Save 100K – แสบ SAVE แสน                     | GMMTV            |                                       |
| 2024      | LANEIGE Let It Glow ซีนป่วนก๊วนผิวปัง SS2         | LANEIGE Thailand |                                       |
| 2024      | School Rangers                               | GMMTV            | Ep 7–8, 17, 24, 27, 29                |
| 2024      | Arm Share                                    | GMMTV            | Ep 150, 168                           |
| 2024      | Pepsi Friend Feast Guide with Gemini-Fourth  | GMMTV            | Ep 2, 12                              |
| 2024      | High Season แคมป์ซ่าฮาทุกฤดู                     | GMMTV            | Ep 3–7                                |
| 2024      | LANEIGE Let It Go ทริปป่วน ก๊วนผิวปัง Season 2    | GMMTV            |                                       |
| 2024      | EMS Earth-Mix Space Special                  | GMMTV            | Ep 3                                  |
| 2024      | LANEIGE Let It Glow ซีนป่วนก๊วนผิวปัง Season 3    | LANEIGE Thailand |                                       |
| 2024      | หัวท้ายตายก่อน The First and Last Thailand      | Workpoint TV     | Ep 143                                |
| 2024      | Face Off แฝดคนละฝา                           | Workpoint TV     | 3 de dezembro de 2024                 |
| 2025      | High Season แคมป์ซ่าฮาทุกฤดู Season 3 Winter     | One31, GMMTV     | Ep 1–4                                |
| 2025      | Bestie Tasty                                 | GMMTV            | Ep 3                                  |
| 2025      | The Unexpected Trip ไปไม่หวัง ปังไม่ไหว by Nivea | GMMTV            |                                       |

## Discografia

### Singles

#### Aparições em trilhas sonoras
| Ano  | Título                                                  | Álbum                  | Gravadora     |
| ---- | ------------------------------------------------------- | ---------------------- | ------------- |
| 2022 | "ถ้าเราไม่รู้จักกัน (Versão Pam)"                             | OST de My Dear Donovan | GMMTV Records |
| 2024 | "เรื่องเล่าของเจ้าหญิง (A Princess' Tale)" com Film Rachanun | OST de Pluto           | GMMTV Records |
| 2024 | "พลูโต (Pluto)" com Film Rachanun                        | OST de Pluto           | GMMTV Records |
| 2024 | "นิยายเรื่องเธอ (Your Story)"                              | OST de Pluto           | GMMTV Records |
| 2024 | "Somewhere Only We Know"                                | OST de Pluto           | GMMTV Records |

## Prêmios e indicações
| Ano  | Associações                  | Categoria                         | Nomeações     | Resultado |
| ---- | ---------------------------- | --------------------------------- | ------------- | --------- |
| 2019 | Council of Creative Artists  | Artista Feminina Destacada †      | —             | Venceu    |
| 2020 | Zoomdara Awards              | Atriz Estrela em Ascensão         | Who Are You   | Venceu    |
| 2021 | 25th Asian Television Awards | Melhor Atriz em Papel Principal   | Who Are You   | Indicada  |
| 2024 | 29th Asian Television Awards | Melhor Atriz em Papel Coadjuvante | Last Twilight | Indicada  |